# Liste thailändischer Zeitungen
Dies ist eine unvollständige Liste thailändischer Zeitungen.

## Presse-Geschichte
Druck mit beweglichen Lettern war in Siam unbekannt. Eine Leserschaft bestand in der Frühzeit nur unter den ansässigen Ausländer, Lesen konnte unter den Einheimischen allenfalls mit den Hof verbundene Beamte und buddhistische Mönche. Die ersten Zeitungen in Bangkok wurden von amerikanischen Missionaren verlegt und zeigten in ihrer Berichterstattung deren puritanische Tendenzen. Dan Beach Bradley gab zuerst den kurzlebigen Bangkok Recorder (1844) heraus, es folgte sein Bangkok Calender. Samuel Smith, ebenfalls Missionar, publizierte den Siam Weekly Advertiser (1869–86) und die erste in Thai geschriebene Zeitung: Sayam samai. Sprachrohre des Hofes waren das Amtsblatt Ratchakitchanubeksa („Royal Gazette“ oder „Royal Thai Government Gazette“ ราชกิจจานุเบกษา) und Darunowat.
Von Ausländern herausgegeben wurden die vergleichsweise langlebigen englischsprachigen Bangkok Times (wöchentlich 1887–96, täglich 1896–1942; konservativ briten-freundlich) mit Thai-Ausgabe Bangkok s'mai, die Bangkok Daily Mail (amerikanische Leitung; vergleichsweise kritisch) und Siam Observer (wirtschaftsliberal), sowie unter deutscher Leitung die Siam Mercantile Gazette. Die englischsprachigen Zeitungen erhielten spätestens 1910 sämtlich Subventionen, was für eine unkritische regierungsfreundliche Berichterstattung sorgte. Im Verlag Siam Free Press erschien die Bangkok Daily Mail, die um 1912 mit vermutlich 1500, die höchste Auflage hatte, wurde, nachdem Vajiravudh die Kritik zu heftig wurde, 1917 von diesem aufgekauft. Prajadhipok verkaufte das Blatt 1927 an seinen Schwiegervater Prinz Svasti, der es 1933 aus finanziellen Gründen einstellte. Im selben Verlag erschien Monthly Siam Magazine, Siam muey sowie die Krungthep Daily Mail; sie war vergleichsweise objektiv.
Das Pressegesetz von 1923, verschärft 1927, erlaubte die Strafverfolgung kritischer Journalisten, mehrere Herausgeber arbeiteten daher hinter einem ausländischen Strohmann, um in den Genuss der durch die Exterritorialität gewährten Immunität zu gelangen. Nach Beginn des 20. Jahrhunderts und dem Wachsen einer westlich gebildeten städtischen Mittelklasse entstanden zahlreiche Thai-Zeitungen. Chino sayam warasap, wurde 1907 von chinesischen Nationalisten gegründet und erschien in einer chinesischen und thailändischen Ausgabe. Nangsuphim thai, wurde nach dem gescheiterten Palastrevolte 1912 von Vajiravudh gekauft, der daraus ein höfisches Sprachrohr machte. Sie wurde nach dem Staatsstreich in Siam 1932 eingestellt. „Politische“ Berichterstattung begann erst nach dem Ersten Weltkrieg mit Zeitungen wie Awanti, Sayam sakkhi, der 1922 gegründeten Yamato – wie der Name andeutet in japanischem Besitz, die dann im März 1924 verboten wurde, und Bangkok kanmuang (Oktober 1922–1932). Letztere war unter ihrem ersten Chefredakteur, dem Karikaturisten Sem Sumanan, sehr kritisch. Sem Sumanan wechselte im Oktober 1924 zur Wochenzeitung Kro lek. Unter den 10–15 Zeitungen der 1920er stechen die sensationalistischen Nangsuphim thai und Si krung hervor. Auflagen der erfolgreicheren Blätter lagen bei 2–3000, was einer Leserschaft von je 7000 entsprochen haben dürfte. Die Pressezensur wurde im Juli 1932 zunächst abgeschafft. Bereits im Dezember erließ man wieder ein strenges Pressegesetz.

## Thailändisch

### Boulevard
- Thai Rath (ไทยรัฐ), die Zeitung mit der größten Auflage (1 Mio.), gegr. 1962 als Nachfolger der verbotenen Khaopap Raiwan (ข่าวภาพรายวัน), in den 1970ern konservativ
- Daily News (เดลินิวส์), gegr. 1950 als Daily Mail (แนวหน้าแห่งยุคเดลินิวส์).
- Khao Sod (ข่าวสด), gegr. 1991, Verlag: Matichon Group
- Kom Chad Luek (คมชัดลึก). gegr. 2001, Verlag: Nation Multimedia Group.

Sportberichterstattung
Die Siam Sport Syndicate PCL verlegt mehrere reine Sportsblätter:
- สยามกีฬา รายวัน (“Siam Sports Daily”), gegr. 1985.
- สตาร์ซอคเก้อร์ รายวัน (“Star Soccer Daily”).
- สปอร์ตแมน รายวัน (“Sport Man Daily”), Schwerpunkt US-amerikanische Leibesübungen.
- มวยสยาม รายวัน (“Muay Siam Daily”), Schwerpunkt Thaiboxen.

Unterhaltung
- สยามดารา รายวัน (“Siam Dara Daily”), Berichterstattung über Prominente

### Anspruchsvollere Publikationen
- Matichon (มติชน), gegr. 1978, Verlag: Matichon Group, in den 1970ern progressiv, 1992 pro-NPKC, in den 2000ern Thaksin-kritisch
- Thai Post (ไทยโพสต์), gegr. 1996, Verlag: Thai Journal Group Co, in den 2000ern Thaksin-kritisch
- Naew Na (แนวหน้า), 1992 anti-NPKC, in den 2000ern Thaksin-kritisch
- Sayāmrat sapdā wičhān ab 1950 fortgeführt als Siam Rath (สยามรัฐ), konservativ-royalistisch

### Zeitungen von Parteien und politischen Bewegungen
- Mahachon (มหาชน, „Die Massen“), Organ der Kommunistischen Partei Thailands, seit 1942 im Untergrund, nach 1946 offen erhältlich, dann wieder verboten
- Phujatkan Raiwan („Manager Daily“), Verlag: Manager Media Group, gegr. 1990, 1992 anti-NKPC, in den 2000ern Thaksin-kritisch; ThaiDay erschien 2005–6 als englischsprachige Beilage zur Bangkoker Ausgabe der International Herald Tribune. Im selben Verlag erscheinen auch Manager Weekly und Manager Monthly. Der Eigentümer Sondhi Limthongkul ist einer der Parteiführer der Volksallianz für Demokratie („Gelbhemden“).
- Thai Red News (ไทยเรดนิวส์), gegr. 2009, Wochenzeitung der oppositionellen „Rothemden“.

### Wirtschaftsblätter
- Krungthep Turakij (กรุงเทพธุรกิจ, „Bangkok Business News“), gegr. 1987. Verlag: Nation Multimedia
- Post Today
- Pracha Chat, Verlag: Matichon Group

## Englischsprachig
- Bangkok Daily Mail, gegr. 1908
- Bangkok Times, 1887–1942. 1897–1941 mit Wochenausgabe Bangkok Times Weekly Mail für Abonnenten im Ausland.
- Bangkok Post, gegr. 1946 von amerikanischen Geheimdienstler und Prasit Lulitanond, als anti-sowjetisches Kampfblatt. 1971 übernommen von der Thompson Group.
- Bangkok World, 1957 bis ? 1964
- The Nation, gegr. 1971 als The Voice of the Nation, in den 1970ern progressiv, 1991 wechselten zahlreiche Journalisten der Bangkok Post zur Nation, 1992 anti-NKPC, in den 2000ern Thaksin-kritisch, seit 2008 mit Ableger Daily Xpress.
- Asia Times, 1995-7
- The Irrawaddy, gegründet 1991, Verlag seit 1999 Irrawaddy Publishing Group in Chiang Mai. Englisch und birmanisches Monatsblatt oppositioneller Journalisten.

## Chinesisch
Es gibt zwei chinesische Tageszeitungen:
- Sing Sian Yit Pao (星暹日報, ซิงเสียนเยอะเป้า), seit 1950
- 泰國世界日報, englisch Universal Daily News (หนังสือพิมพ์สากล)

## Deutschsprachig
Die Zeitschrift Der Farang wurde 1993 von dem Schweizer Stefan Matter gegründet. Im Jahr 2006 wurde sie vom Schweizer Ehepaar Bussaba und Martin Rüegsegger übernommen. Der Farang ist die auflagenstärkste deutschsprachige Zeitung in Thailand und erscheint alle 14 Tage. Die TIP Zeitung für Thailand wird monatlich aufgelegt.

## Japanisch
- 週刊タイ経済 (“Thai Economic Weekly”), gegr. 2002.
- ニュースクリップ (“Newsclip”), gegr. 2002. Japanische Wochenzeitung, Schwerpunkt Wirtschaftsnachrichten.

## Onlinezeitungen
- Prachathai (ประชาไท), politische Onlinezeitung auf Thai und Englisch
- Matichon Online, auf Thai